# South Hill (Nueva York)
South Hill es un lugar designado por el censo ubicado en el condado de Tompkins en el estado estadounidense de Nueva York. En el año 2000 tenía una población de 6,003 habitantes y una densidad poblacional de 392 personas por km².

## Geografía
South Hill se encuentra ubicado en las coordenadas 42°24′42″N 76°29′25″O / 42.41167, -76.49028.

## Demografía
Según la Oficina del Censo en 2000 los ingresos medios por hogar en la localidad eran de $43,868, y los ingresos medios por familia eran $66,364. Los hombres tenían unos ingresos medios de $44,500 frente a los $28,491 para las mujeres. La renta per cápita para la localidad era de $11,495. Alrededor del 23.1% de la población estaban por debajo del umbral de pobreza.